# جوجان‌لی
جوجان‌لی (به لاتین: Cücanlı) یک منطقه مسکونی در جمهوری آذربایجان است که در شهرستان گدابیگ واقع شده است. جوجان‌لی ۱۴۴ نفر جمعیت دارد.